# Greta Masserano
Greta Masserano (* 16. Dezember 1994 in Turin) ist eine ehemalige italienische Ruderin. 2013 gewann sie bei der Weltmeisterschaft die Bronzemedaille im Leichtgewichts-Doppelvierer.

## Karriere
Greta Masserano begann 2009 mit dem Rudersport. 2011 gab sie ihr internationales Debüt im Vierer ohne Steuerfrau bei den Junioren-Europameisterschaften. Mit Beatrice Arcangiolini, Sara Magnaghi und Sandra Celoni konnte sie vor den Weißrussinnen den Titel gewinnen. Im Jahr 2013 startete sie mit Francesca Contini, Alessandra Derme und Francesca Fava im Leichtgewichts-Doppelvierer bei den U23-Weltmeisterschaften. Über den Vor- und Hoffnungslauf konnten die vier Italienerinnen sich für das A-Finale qualifizieren. Im Finale kamen sie dann aber nicht über den sechsten und damit letzten Platz hinaus. Auch bei der Weltmeisterschaft in Chungju startete sie im Leichtgewichts-Doppelvierer. Zusammen mit Enrica Marasca, Giulia Pollini und Eleonora Trivella konnte sie hinter den Booten aus den Niederlanden und den Vereinigten Staaten die Bronzemedaille gewinnen. 
2014 ging sie wieder im Leichtgewichts-Doppelvierer bei der U23-Weltmeisterschaft an den Start. Dieses Mal konnte sie gemeinsam mit Serena Lo Bue, Valentina Rodini und Giorgia Lo Bue hinter den Deutschen die Silbermedaille gewinnen. Anschließend startete sie mit Valentina Rodini, Eleonora Trivella und Giulia Pollini im Leichtgewichts-Doppelvierer bei der Weltmeisterschaft. Die vier qualifizierten sich bereits im Vorlauf souverän für das A-Finale, fuhren dort aber nur als fünfte über die Ziellinie. Bereits zwei Wochen später startete sie im Einer bei der Studentenweltmeisterschaft in Gravelines. Mit dem Sieg im B-Finale beendete sie diesen Wettkampf auf dem siebten Platz. In der Saison 2015 startete sie wieder bei den U23-Weltmeisterschaften. Zusammen mit Valentina Rodini, Nicole Sala und Giorgia Lo Bue konnte sie dieses Mal den Titel im Leichtgewichts-Doppelvierer gewinnen. Zur Weltmeisterschaft kam Eleonora Trivella für Giorgia Lo Bue in die Mannschaft. In der neuen Besetzung verpassten die vier Italienerinnen die Qualifikation für das A-Finale. Im B-Finale belegten sie dann den zweiten Platz, was am Ende Platz acht bedeutete.

## Internationale Erfolge
- 2011: Goldmedaille Junioren-Europameisterschaften im Vierer ohne Steuerfrau
- 2013: 6. Platz U23-Weltmeisterschaften im Leichtgewichts-Doppelvierer
- 2013: Bronzemedaille Weltmeisterschaften im Leichtgewichts-Doppelvierer
- 2014: Silbermedaille U23-Weltmeisterschaften im Leichtgewichts-Doppelvierer
- 2014: 5. Platz Weltmeisterschaften im Leichtgewichts-Doppelvierer
- 2014: 7. Platz Studentenweltmeisterschaften im Einer
- 2015: Goldmedaille U23-Weltmeisterschaften im Leichtgewichts-Doppelvierer
- 2015: 8. Platz Weltmeisterschaften im Leichtgewichts-Doppelvierer